# Laura Kirst
Laura Kirst (* 1990 in Hamburg) ist eine deutsche Bühnen- und Kostümbildnerin.

## Leben und Werk
Laura Kirst wuchs in Hamburg auf und studierte bei  Florence von Gerkan an der Universität der Künste Berlin. Assistenzen bei Sasha Waltz führten sie an das Mariinski-Theater in St. Petersburg, die Deutsche Oper Berlin und De Nationale Opera in Amsterdam. Seit 2014 entwarf sie zahlreiche Bühnen- und Kostümbilder, u. a. am Staatsschauspiel Dresden, Schauspielhaus Bochum, Schauspielhaus Hannover, Schauspiel Köln, Schauspiel Frankfurt, Volksbühne Berlin, Volkstheater München, Schauspielhaus Hamburg und dem Burgtheater Wien.
Neben ihrer Arbeit am Theater entwirft Laura Kirst auch Kostümbilder für Filmproduktionen. Zusammen mit Leonie Falke betreibt sie das Label Studiomilch.

## Auszeichnungen
In der Kritikerumfrage der Zeitschrift Theater heute erhielt sie 2019 in der Kategorie „Nachwuchs-Kostümbildnerin“ die meisten Stimmen. 2020 konnte sie diesen Erfolg wiederholen.